# Agaly I (Zangilan)
Agaly est un village de la région de Zangilan en Azerbaïdjan.

## Histoire
Le village est situé sur la rive gauche de la rivière Hakari. Agaly est le nom de la génération qui s'est installée ici. Le village est également connu parmi les habitants sous le nom de Boyuk Agaly ou Achagi Agaly.
En 1993-2020, Agaly était sous le contrôle des forces armées arméniennes. L'armée d'Azerbaïdjan a repris le village le 28 octobre 2020.
En février 2021, le président azerbaïdjanais a visité le territoire des villages d'Agaly I, Agaly II et Agaly III et a annoncé que la restauration de ces villages commencerait dans les prochains mois. Ces villages devront devenir les premiers villages restaurés du Karabakh. En juillet de la même année, Aliyev a été annoncé que des travaux de construction étaient en cours pour mettre en œuvre le concept de "village intelligent".
En juillet 2022, la réinstallation du premier groupe de résidents a commencé. Le 19 juillet, 40 familles sont retournées dans leur village natal.